# Ionel Solomon
Ionel Solomon (n. 1929, Iași, România – d. 29 iunie 2015, Boulogne-Billancourt) a fost un fizician româno-francez, membru al Academiei Franceze de Știință, șef de cercetare al CNRS și profesor la Institutul Politehnic (l'E'cole Polytechnique) din Paris.

## Cariera în știință
Cercetătorul Ionel Solomon și-a dat doctoratul în știință în 1951 la École Polytechnique din Paris, după care a făcut studii postdoctorale timp de un an de zile în cercetare la Universitatea din Liverpool din Regatul Unit. A continuat studiile postdoctorale la Universitatea Harvard, în SUA, în anii 1955 și 1956, fiind angajat din 1953 în grupul de cercetări de rezonanță magnetică nucleară (RMN) de la Institutul de Energie Atomică de la Saclay (Commissariat Energie Atomique), din Franța.
În anul 1962, Ionel Solomon devine Director al Laboratorului de Fizica Solidului/Stării Solide (Laboratoire de Physique de la Matiére Condensée), de la École Polytechnique din Paris. În același an devine șef de cercetare al CNRS unde continuă pe această poziție până în 1973, când devine Șeful Catedrei de Fizică de la École Polytechnique din Paris. În anii 1973–1974 este ales președinte al Societății Franceze de Fizică. Continuă să predea la École Polytechnique până în anul 1979.
În 1988 este ales pe 22 iunie membru al Instituitului de Fizică al Academiei Franceze de Știință.

## Contribuții în știință
Ionel Solomon este recunoscut pe plan mondial de fizicieni pentru contribuțiile sale în domeniile de rezonanță magnetică nucleară (RMN) doi:10.1103/PhysRev.99.559, fizica solidului, semiconductori, și sisteme foltovoltaice pentru transformarea energiei solare în energie electrică. Ionel Solomon a dedus ecuațiile de spin nuclear care-i poartă numele și a dezvoltat teoria interacțiilor dipolare magnetice nucleare în solide.

## Recunoașteri și premii
În 1958 i s-a acordat (împreună cu profesorii Anatole Abragam și J. Combrisson) Marele Premiu pentru Cercetare (Grand Prix de la Recherche, împreună cu A. Abragam și J.Combrisson) în Franța, și în 1963 i s-a acordat Medalia de Argint de către CNRS. 
În 1969 primește premiul Robin al Societății Franceze de Fizică, 1972 Prix HOLWECK (Institute of Physics și S.F.P.), iar în 1981 i se acordă premiul Y. Peyches al Academiei Franceze de Știință.

## Cariera industrială
În anul 1981 fundează ca Director științific compania SOLEMS, iar în 1987 devine președinte al consiliului științific al companiei franco-germane Phototronics pentru producerea de panouri solare fotovoltaice.
Continuă să lucreze din 1988 și în Laboratorul de Fizica Solidului de la AEC din Franța.